# Tecaspis sinoiae
Tecaspis sinoiae är en insektsart som först beskrevs av Hall 1928.  Tecaspis sinoiae ingår i släktet Tecaspis och familjen pansarsköldlöss.
Artens utbredningsområde är Zimbabwe. Inga underarter finns listade i Catalogue of Life.